# Космічний політ
Космічний політ — це подорож чи транспортування в/або через космос. Чітка межа між Землею і космосом відсутня, Міжнародна авіаційна федерація вважає межею висоту 100 км від поверхні Землі. Щоби на такій висоті літальний апарат летів завдяки дії аеродинамічних сил, треба мати першу космічну швидкість, що робить політ швидше орбітальним, ніж аеродинамічним. Класичний поділ між авіа- та космічними польотами, дедалі більше розмивається завдяки розвитку суборбітальних космічних кораблів і орбітальних літаків.

## Історія
Хоча уявлення про подорожі до Місяця і планет та зірок існувало давно, лише в XX столітті з розвитком ракетної техніки, котра забезпечувала б необхідне прискорення для покидання планети, це стало можливим і єдиним способом.

### Теоретичні розробки і ракети-піонери
Вперше теоретичні аспекти космічних польотів досліджував російський вчений Костянтин Ціолковський, котрий сформулював основні математичні положення ракетних двигунів і вивів формулу Ціолковського. Німець Герман Оберт також встановив 1923 року основне рівняння ракетної техніки і показав за допомогою концепції багатоступеневої ракети як і Ціолковський, як можна вивести вигідно великий корисний вантаж на бажану орбіту.
Першим відомим інженером і вченим був американець Роберт Годдард, котрий 1910 року розробив маленький ракетний двигун. 1926 року йому вдалось запустити перший Рідинний ракетний двигун. Ще раніше активним у цій сфері був астроном і піонер ракетної техніки із Больцано Макс Вальє. Він здійснив перші європейські досліди з рідким паливом і побудував автомобіль з ракетним двигуном, котрий нині перебуває в німецькому музеї. Під час випробувань в Берліні вибухнула камера згоряння і металевий уламок убив 35-літнього інженера.
Це вивчення основ ракетобудування ентузіастами до початку 1930-х було фундаментом для розвитку нових технологій, котрі тільки в поєднанні військового інтересу і держфінансування могли розвинутись. Значний внесок у розвиток космонавтики здійснив Вернер фон Браун починаючи з Пенемюнде 1934 року і Фау-2 (що стала взірцем для багатьох радянських і американських ракет) до Сатурна-5 з висадкою на Місяці в 1969–1972 роках. НАСА під час опрацьовування траєкторії польоту космічних кораблів до Місяця, використало розробки українця Юрія Кондратюка.
Крім технічних основ, з'явились і астрономічні знання небесної механіки, котрі були потрібні для космічних польотів.

### Армія і промисловість

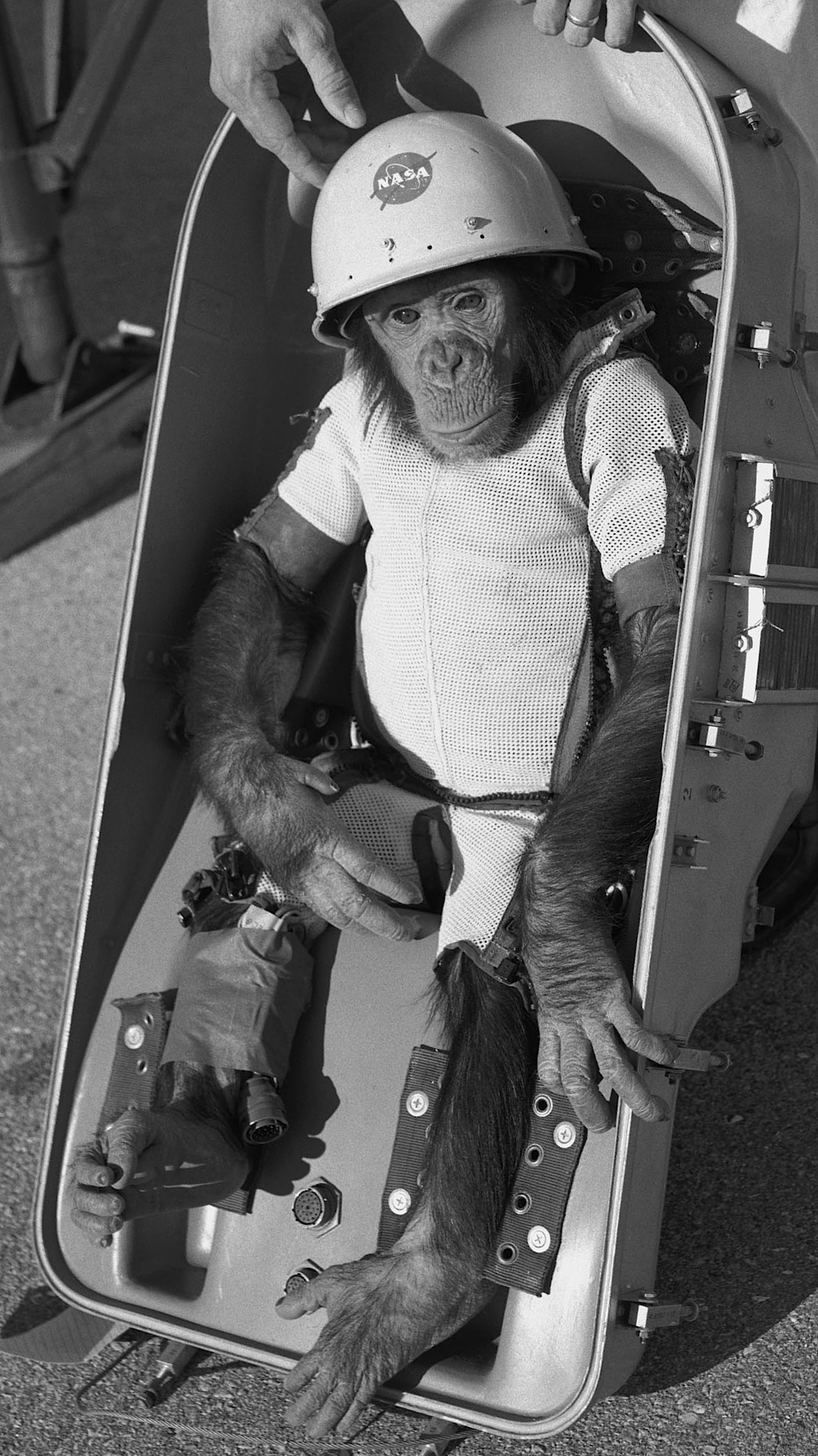
44-місячний шимпанзе на ім'я Хем 31 січня 1961 року, учасник програми «Меркурій»

Розвиток ракетної техніки спочатку відбувався в Третьому Рейху, котрий бачив у новій технології можливість обходу Версальського договору. До початку Другої світової війни з'явились дослідницькі і виробничі комплекси в Пенемюнде під керівництвом Вернера фон Брауна, де створили ракету Фау-2. Вона стала першою важкою керованою ракетою у світі.

### Космічні перегони під час Холодної війни
За часів Холодної війни космічні польоти насамперед, мали величезне психологічне і пропагандистське значення. Поряд із безсумнівним військовим значенням сучасники сприймали їх як ознаки потужності і прогресивності двох країн-суперників.
Внаслідок так званої Супутникової кризи у жовтні 1957 року американське суспільство усвідомило, що СРСР майже повністю надолужив технологічне відставання у космічних технологіях. Відтоді США також, стали усебічно підтримувати космонавтику, отже почались відкриті перегони.
Значними подіями космічного змагання були: через місяць після запуску Супутника-1, запуск супутника з першою у світі живою істотою на борту в космос — собакою Лайка. 12 квітня 1961 року Юрій Гагарін став першою людиною, що полетіла в космос, облетівши Землю. Радянські автоматичні міжпланетні станції першими здійснили жорстку (Луна-2 1959 року) і м'яку посадки (Луна-9 1966 року) на Місяць. За президента Кеннеді США зосереджують зусилля на пілотованому польоті до Місяця, котрий 20 липня 1969 року з півмільярдом телеглядачів був, ймовірно, найбільш обговорюваною подією Холодної війни того часу, що ретельно приховувалось у СРСР.

### Співпраця і всеохопність в космонавтиці

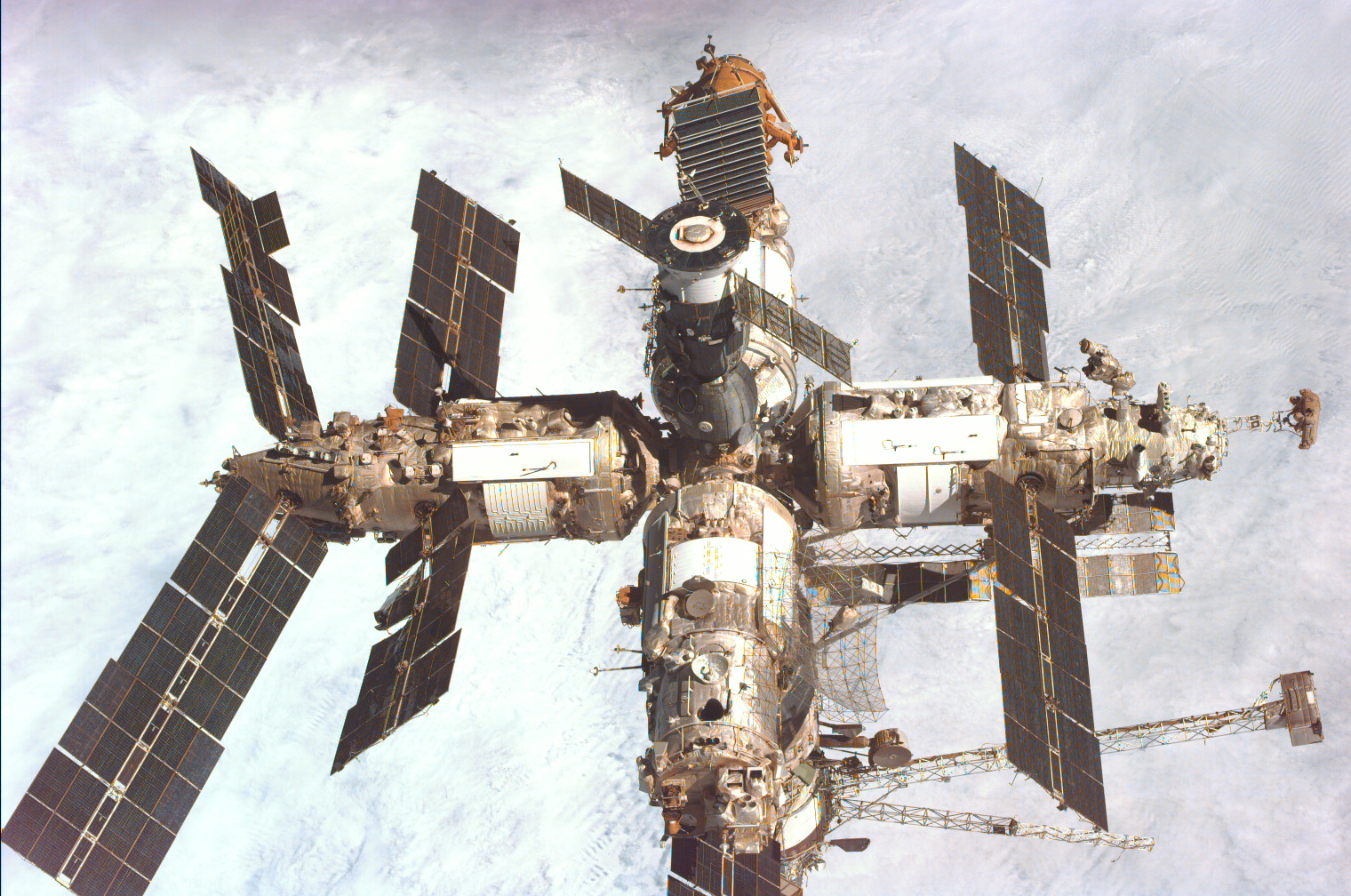
Космічна станція «Мир»

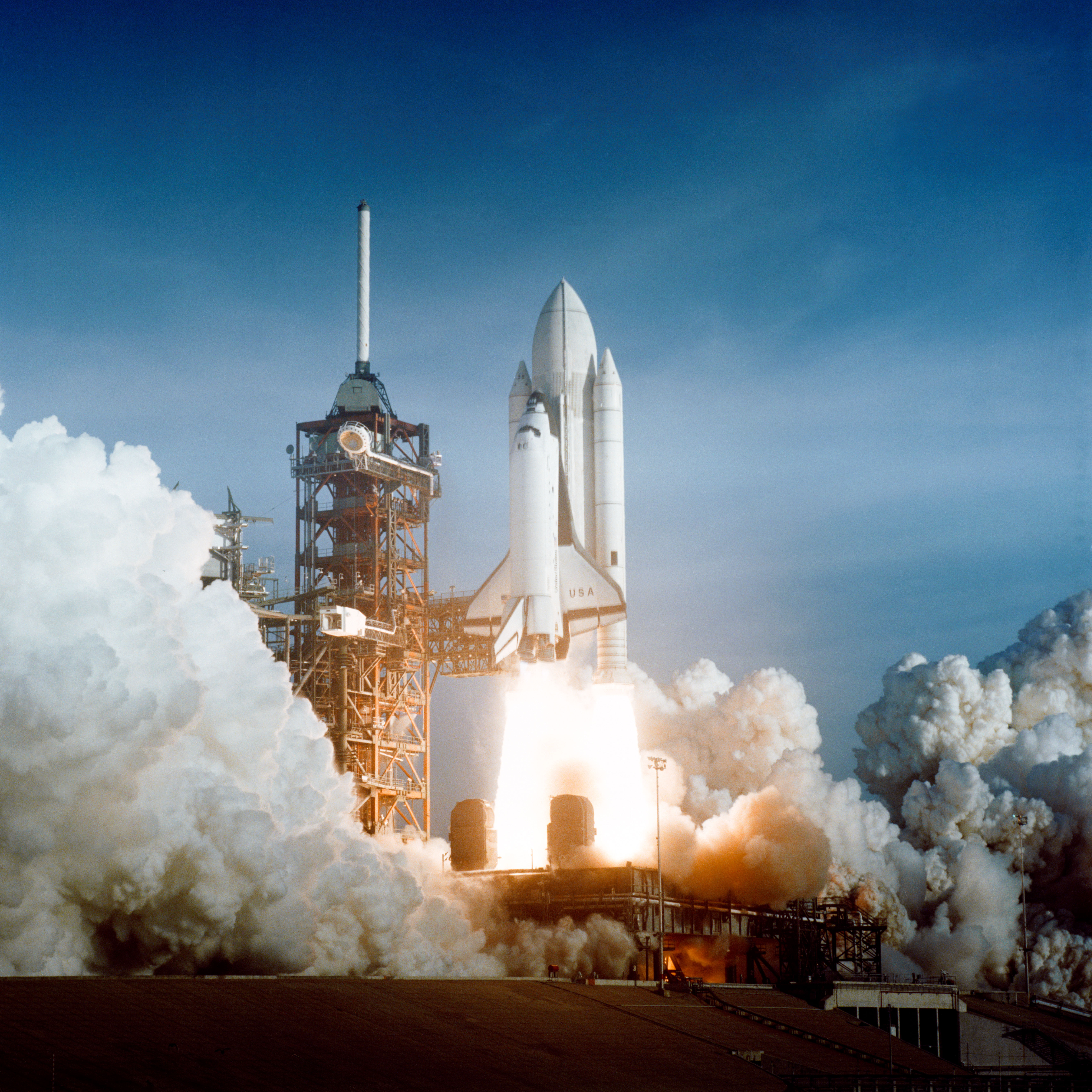
Шаттл «Колумбія»

Під час існування станції Мир, почалась посилена співпраця Російської Федерації і США. Неодноразово Спейс шаттл стикувався із застарілою станцією і цим допомагав продовжити її існування.
Спільні зусилля перетворилися на проектування Міжнародної космічної станції. Після аварії шаттла Колумбія і зміни стратегії НАСА майбутнє МКС стоїть під питанням, оскільки 2011 року, США повністю вивели із експлуатації Шаттли через їх високу аварійність.

### Значущі події
- 3 жовтня 1942 року: Фау-2 — перший об'єкт, сконструйований людиною, підійшов до межі атмосфери (85 км). Друга ракета мала досягти висоти 120 кілометрів. Американці 1946 року за допомогою захопленої німецької ракети Фау-2 досягли висоти 187 кілометрів. Фау-2 не могла досягти Першої космічної швидкості, необхідної для виходу на орбіту.
- 4 жовтня 1957 року: запущено перший штучний супутник Землі — Супутник-1.
- 19 серпня 1960 року: Супутник-5 вперше повертається на Землю з двома живими істотами на борту — собаками Білкою і Стрілкою.
- 12 квітня 1961 року: Юрій Гагарін став першою людиною, що здійснила політ в космос, облетівши Землю на Востоку-1.
- 5 травня 1961 року: Алан Шепард став першим американцем, що побував у космосі, здійснивши суборбітальний політ за параболічною траєкторією менше хвилини.
- 16 червня 1963 року: Валентина Терешкова на Востоці-6 стала першою жінкою, що побувала в космосі.
- 18 березня 1965 року: Олексій Леонов залишив корабель Восход-2 і став першою людиною, що вийшла у відкритий космос. Командир екіпажу — Павло Беляєв.
- 3 лютого 1966 року: Луна-9 вперше здійснила м'яку посадку на інше небесне тіло — Місяць.
- 16 липня 1969 року: Аполлон-11 вперше здійснив посадку на Місяці. Ніл Армстронг 20 липня 1969 року став першою людиною, що ступила на Місяць, за ним вийшов Базз Олдрін. Майкл Коллінз пілотував орбітальний блок.
- 15 грудня 1971 року: Венера-7 вперше здійснила посадку на іншу планету — Венеру.
- 24 грудня 1979 року: відбувся перший політ європейської ракети-носія Аріан-1.
- 12 квітня 1981 року: відбувся перший політ шаттла Колумбія. Перший космічний корабель багаторазового використання.
- 19 лютого 1986 року: відбувся запуск базового блоку космічної станції Мир.
- 20 листопада 1998 року: відбувся запуск російського модуля Заря — почалось будівництво Міжнародної космічної станції, котра досі є найбільшим проектом в космонавтиці.
- 15 жовтня 2003 року: Ян Лівей став першим китайцем, що побував у космосі, під час пілотованого польоту Шеньчжоу-5.
- 24 жовтня 2007 року: Китай запустив свій перший місячний супутник — Чан Е-1 на ракеті-носії типу Великий похід-3.
- 22 жовтня 2008 року: Індія реалізувала свою першу місячну програму, запустивши супутник Чандраян-1 до Місяця.

## Загальні відомості

### Політ

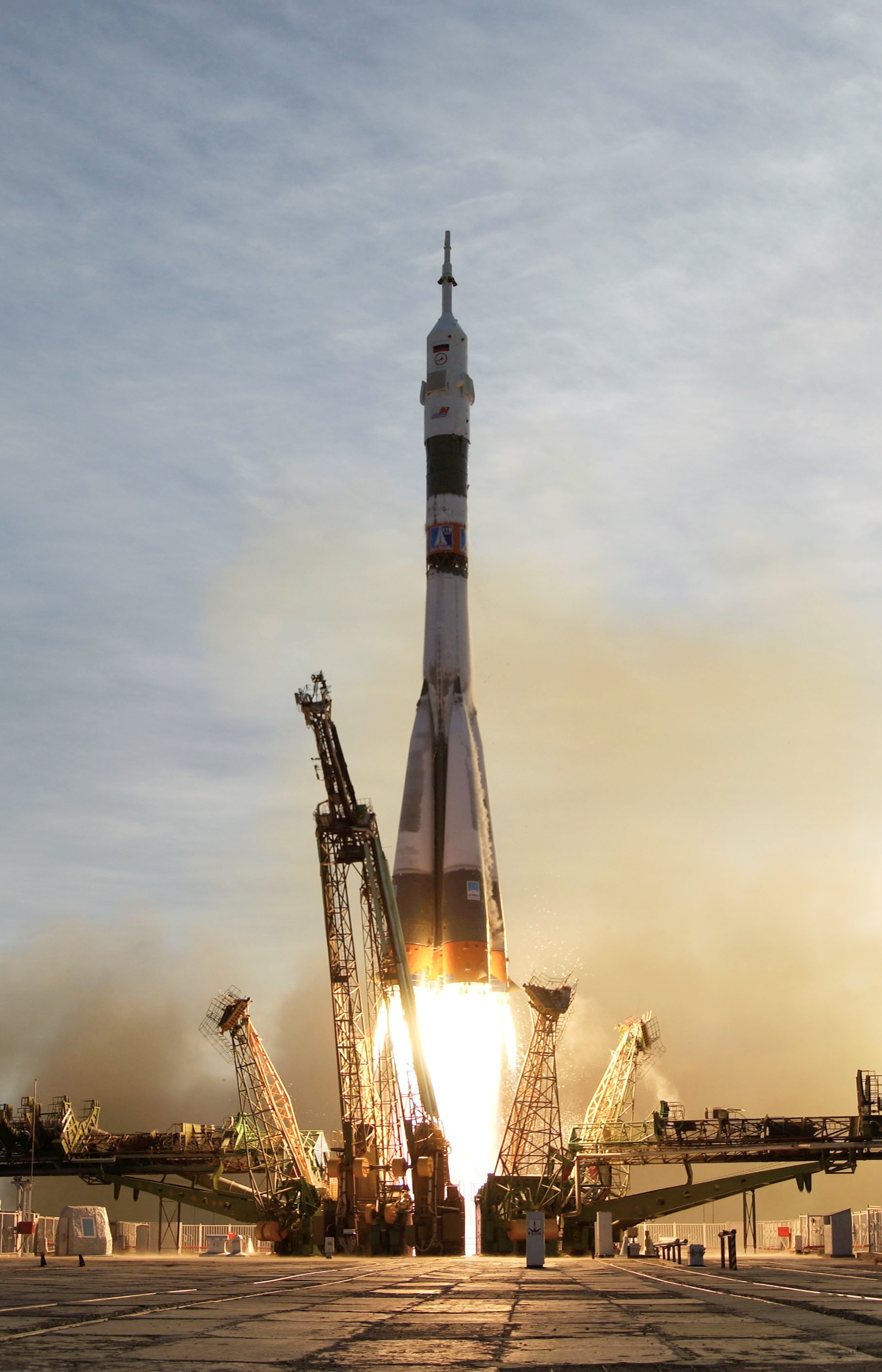
Запуск Союза

Розрізняють орбітальний і суборбітальний космічний політ. Для досягнення орбіти космічний апарат має на мінімальній висоті досягти першої космічної швидкості близько 7,9 км/с в горизонтальному напрямі, щоб він став штучним супутником Землі.

### Орбітальна станція

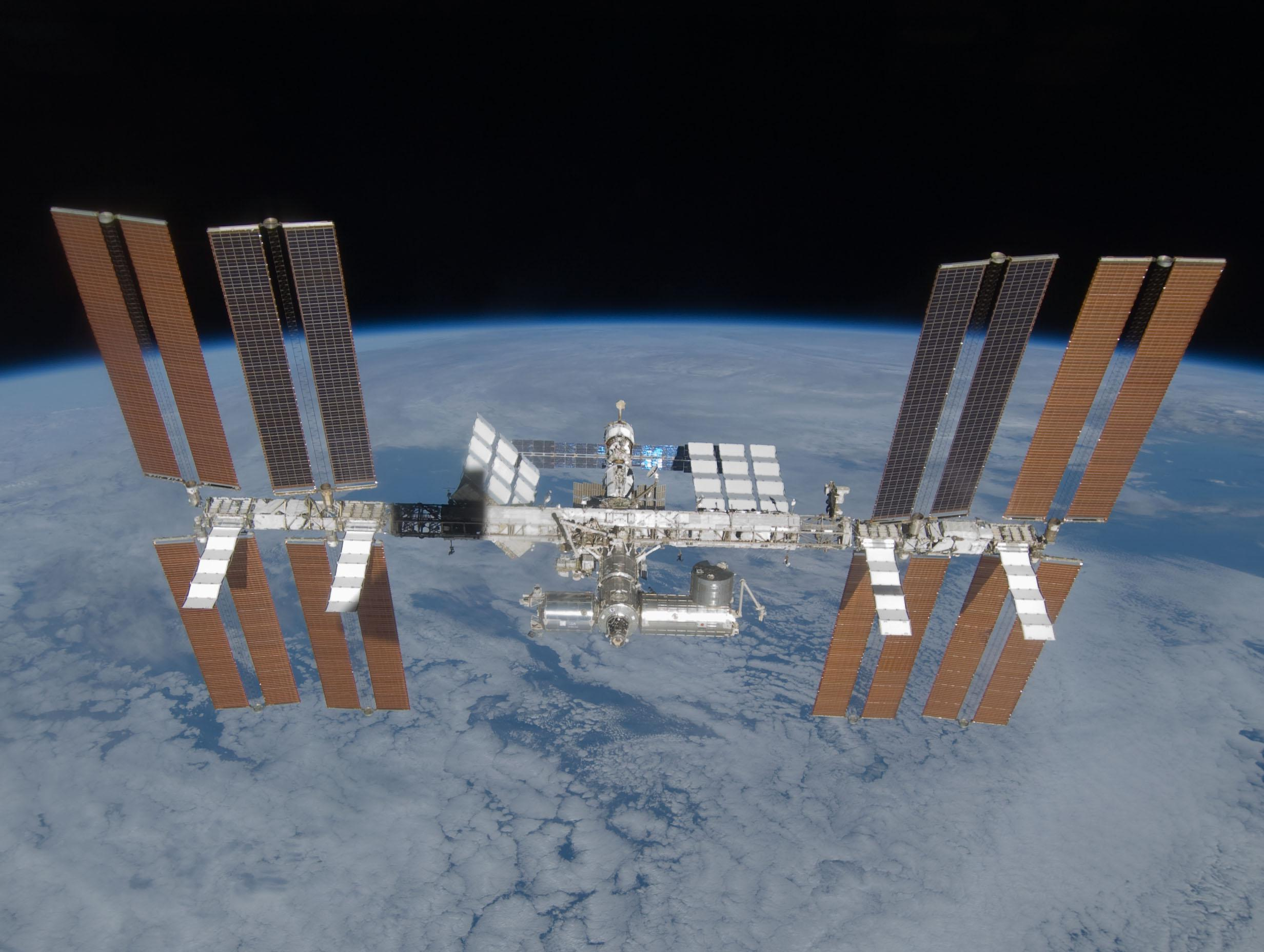
МКС у березні 2009 року

### Транспортний космічний корабель
Щоб космічні станції забезпечувати вантажами і паливом, використовують космічні кораблі забезпечення. Вони можуть бути різновидом пілотованих версій космічних апаратів, як, наприклад, російський Прогрес. Інші, створено безпосередньо для цієї мети, як японський H-II Transfer Vehicle.

## Космічні країни
Космічною країною вважається держава, що запускала свої супутники на власних ракетах-носіях. Крім того тут наведені країни, котрі працюють над проектами власних ракет-носіїв, але досі вони не були вдалими (наприклад, Бразилія).

### СРСР та Росія
Радянська космонавтика досягла перших успіхів наприкінці 1950-х — на початку 1960-х: запуск першого штучного супутника під назвою «Супутник-1» 1957 року і перший пілотований політ на «Востоку-1» 1961 року. Проте радянська місячна програма зазнала невдачі, і після висадки американців на Місяць СРСР зосередився на створенні космічних станцій на навколоземній орбіті і довгочасному перебуванні людини у космосі. Власним багаторазовим транспортним космічним кораблем мав стати «Буран», але програму зупинили після єдиного автоматичного тестового польоту.
Після розпаду СРСР, Росія належить до провідних космічних країн. У складі екіпажу МКС завжди присутній щонайменше один російський космонавт, а космічні кораблі «Союз», як і транспортер «Прогрес» потрібні при експлуатації МКС.
В непілотованій космонавтиці Росія також відіграє провідну роль. Більшість запусків супутників робиться російськими ракетами, перш за все ракетами-носіями «Союз» і «Протон».

### США
Історія космонавтики США розпочалась під тиском «Космічних перегонів» з офіційного підписання акту «National Aeronautics and Space Act» президентом Дуайтом Ейзенхауером 29 липня 1958 року, котрий передбачив створення НАСА. Нове відомство почало свою роботу 1 жовтня 1958 року. Тоді воно складалось із 4 лабораторій і близько 8000 співробітників.

### Бразилія
Бразилія також намагається «закріпитись» в космосі. Досі це вдавалось із невеликим успіхом. 1997 року невдовзі після старту в Атлантичний океан впала перша бразильська ракета-носій VLS-1. 1999 року сталась аварія ракети, а 23 серпня 2003 року вибух ракети на базі в Алкантарі, котрий забрав 21 людське життя.

### Китай
Китай дуже давно посилено розвиває власну космонавтику. 15 жовтня 2003 року вирушив у космос перший тайконавт на ракеті-носії серії «Шеньчжоу». Таким чином Китай став третьою країною після СРСР і США, котра здійснила пілотований космічний політ. Також заплановані, своя космічна станція, автоматичний політ на Місяць до 2016 року, пілотований політ на Місяць до 2024 року. Перший запуск автоматичного місячного зонду під назвою Чан Е-1 відбувся 24 жовтня 2007 року.

### Європа
Європа посіла панівне положення на ринку запусків комерційних супутників у космос із сімейством ракет Аріан, після того як раніше в 1960-ті і 1970-ті розвиток своєї ракети-носія залишився безуспішним. Після того як ESA в 1980-ті дуже тісно працювало зі США, наприклад Spacelab, з'явились також інші можливості для співпраці після падіння Залізної завіси. Першим кроком стало відвідання європейськими космонавтами космічної станції Мир. В будівництві і експлуатації МКС бере участь Європа з власними розробленими елементами. Коламбус — наукова лабораторія, котра була приєднана 11 лютого 2008 року. ATV — повністю автоматичний вантажний космічний корабель, запускається ракетою-носієм Аріан-5 і пристиковується до МКС. Його головне завдання — транспортування ракетного палива, води, наукового обладнання й інших предметів забезпечення. Під час відльоту, ATV забирає сміття, відходи життєдіяльності і згорає в земній атмосфері.

### Індія
Індія також посилює свою космічну діяльність і може вже похвалитися кількома супутниками і ракетами-носіями (ASLV, PSLV, GSLV з технікою із програми Аріан-4), зробленою у власній країні. Перший успішний запуск супутника, Індія здійснила 18 липня 1980 року. 2007 року було заявлено про власний місячний супутник. 22 жовтня 2008 року Індія запустила свій місячний супутник «Чандраян-1». Тут зіграла свою роль і міжнародна співпраця, найперше зі США — в автоматичному місячному польоті використовувались два американські інструменти: радар для тривимірної картографії місячної поверхні і система пошуку корисних копалин.
Головною рушійною силою індійської космонавтики, був колишній президент Абдул Калам. Раніше він був відповідальним за розвиток ракетної і космічної програм, і разом із Вікрамом Сарабхаєм  його називають батьком індійської космонавтики. Проте в липні 2006 року, космонавтика Індії зазнала невдачі: ракета-носій Агні-3 під час випробувань, відхилилася від курсу і впала в Бенгальську затоку.

### Іран
2 лютого 2009 року Ірану вдалось вивести в космос перший супутник «Омід». Супутник за іранськими планами робив 15 обертів навколо Землі щоденно і передавав параметри своєї орбіти. Пізніше Іран заявив, що запущений супутник повністю виконав свої задачі і не зіштовхнувся з жодними технічними проблемами.

### Ізраїль
Ізраїль 1988 року зробив перший успішний запуск власної ракети-носія Шавіт. Потім були запуски Офек — супутників як корисного навантаження.

### Японія
В Японії також розроблюються свої ракети-носії, супутники і автоматичні міжпланетні станції. Крім цього Японія бере участь в МКС із запуском модуля Кібо. Безкінечні невдачі і фінансові проблеми, призводили до сповільнення космічних програм, хоча населення, на відміну від європейців ставиться до цього більш зацікавлено.

### Південна Корея
З 2002 року Південна Корея планувала на базі дослідницької висотної ракети збудувати власну ракету-носій з назвою «KSLV-1», щоб виводити маленькі (до 100 кг) супутники в космос. Але південнокорейський уряд вирішив, що Південна Корея до 2015 року повинна належати до десяти провідних космічних націй. Щоб здійснити амбітні плани, програму KSLV обмежили. Потому, наприкінці 2004 року російському підприємству ГКНПЦ імені М. В. Хрунічева доручили розробку першого ступеня KSLV-1, котра має базуватись на значно більшій Ангарі. Південна Корея хоче здійснювати розробку далі, щоб будувати потужніші наступні моделі KSLV-2 і KSLV-3. Крім того будується новий космодром. 25 серпня 2009 року відбувся перший запуск KSLV-1. 30 січня 2013-го року було здійснено перший вдалий запуск KSLV-1. Південна Корея стала космічною країною трохи пізніше від Північної Кореї, що здійснила свій запуск 2012-го року.

### Північна Корея
Перший вдалий і підтверджений запуск супутника — 2012 рік.

### Україна
Перший український штучний супутник Землі — Січ-1, запущений 31 серпня 1995 р. з космодрому «Плесецьк» (Росія) за допомогою ракети-носія «Циклон-3». 24 грудня 2004 року,  було запущено ще один супутник цієї серії — Січ-1М. 17 серпня 2011-го був запущений п'ятий супутник — Січ-2. У планах на 2013 рік — Либідь та Січ-2М.

#### Пілотовані польоти
В період з 19 листопада по 5 грудня 1997 року здійснив свій перший космічний політ на американському БТКК «Коламбія» місії STS-87 перший (з часу відновлення Незалежності) український космонавт — Каденюк Леонід Костянтинович.

## Комерційна і приватна космонавтика
21 червня 2004 року вперше досяг межі космосу — висоти 100 км, не виходячи на орбіту навколо Землі, пілотований літальний апарат, повністю профінансований недержавними організаціями. В липні 2005 року розробник Берт Рутан заснував власну космічну компанію. З 2009 року компанія Virgin Galactic пропонує всім охочим вирушити у суборбітальний політ за 200 000 $.
У березні 2011 року стало відомо, що першим космічним туристом з України, який здійснить суборбітальний політ, стане журналіст, ведучий телепрограми «Губернські хроніки» Борис Філатов..